# Torneo Internacional de Croix Sub-19 1980
El Torneo de Croix en su edición 1980 contó con importantes equipos como FC Dinamo Moscú, PSV Eindhoven, Benfica, AC Milan y Universidad Católica, además de la sub-19 de Suiza. En la final del campeonato, Católica se impuso 1:0 a FC Dinamo Moscú coronándose campeón mundial de la categoría.

## Equipos participantes
|  | Universidad Católica |
|  | FC Dinamo Moscú      |
|  | PSV Eindhoven        |
|  | CZ Beograd           |
|  | Benfica              |
|  | Újpest FC            |
|  | AC Milan             |
|  | Ligue de Lorraine    |
|  | Glasgow Rangers      |
|  | Marruecos            |
|  | Leeds United         |
|  | Suiza                |
|  | Ligue du Nord        |
|  | Iris Club de Croix   |
|  | Saint Gilles         |
|  | RCD Molenbeek        |

## Final
|  | Universidad Católica | 1:0 | FC Dinamo Moscú |  |  |

| Campeón Universidad Católica |